# Alles was kommt
Alles was kommt (Originaltitel: L’Avenir) ist ein französischer Kinofilm aus dem Jahr 2016, Regie führte Mia Hansen-Løve. Die französische Tragikomödie erzählt vom Leben der Pariser Philosophielehrerin Nathalie, gespielt von Isabelle Huppert, die nach dem plötzlichen Ende ihrer Ehe ein Gefühl der Freiheit erfährt und ihr Leben neu sortieren muss. Das Drehbuch zum Film wurde ebenfalls von Mia Hansen-Løve geschrieben. Premiere hatte der Film auf den 66. Internationalen Filmfestspielen Berlin, wo er den Silbernen Bären für die Beste Regie erhielt. Der deutsche Kinostart war am 18. August 2016.

## Handlung
Nathalie hat ihr Leben fest im Griff: Sie ist Lehrerin für Philosophie an einem Pariser Lycée, seit 25 Jahren glücklich verheiratet, hat zwei erwachsene Kinder und veröffentlicht nebenbei Schulbücher und philosophische Essays in einem kleinen Verlag. Gemeinsam mit ihrem Mann Heinz lebt sie ein erfülltes, bürgerliches Leben. Der Alltag wird nur durch die täglichen Dramen ihrer exzentrischen Mutter gebrochen. Alles ändert sich jedoch schlagartig, als Heinz ihr offenbart, dass er sie wegen einer anderen Frau verlässt. Als dann auch noch ihre Publikationen eingestellt werden sollen und ihre Mutter ins Altersheim zieht und kurz darauf stirbt, sieht sie sich mit einer plötzlichen, nie da gewesenen Freiheit konfrontiert. Nathalie, die die großen Gedanken bisher nur gelehrt hat, begibt sich auf die Suche nach neuen Wegen und erfährt nicht zuletzt von ihrem ehemaligen Schüler Fabien, was es bedeutet, Philosophie und gelebte Freiheit zu vereinen.

## Produktion
Alles was kommt ist der fünfte Spielfilm der französischen Regisseurin Mia Hansen-Løve. Anders als in ihren vorherigen Filmen, behandelt sie nicht das Thema Jugend, sondern die Schwierigkeiten des Alterns aus weiblicher Sicht. Die Regisseurin hatte schon beim Konzipieren des Drehbuchs Isabelle Huppert als weibliche Hauptrolle im Kopf. Als Kameramann konnte Denis Lenoir gewonnen werden, der bereits bei Hansen-Løves Film Eden hinter der Kamera stand.
Gedreht wurde an verschiedenen Orten in Paris, in Saint-Malo, in Saint-Méloir-des-Ondes, einer kleinen Gemeinde in der Bretagne, in Meudon La Foret und in Vassieux-en-Vercors, einer Ortschaft in den Französischen Alpen.

## Trivia
Die Protagonistin schaut sich im Kino den Film Die Liebesfälscher von Abbas Kiarostami an.

## Synchronisation
Die deutsche Synchronbearbeitung entstand bei der Hermes Synchron in Berlin. Das Dialogbuch verfasste Andreas Pollak, der auch für die Synchronregie verantwortlich war.
| Schauspieler     | Rolle    | Synchronsprecher   |
| ---------------- | -------- | ------------------ |
| Isabelle Huppert | Nathalie | Susanna Bonasewicz |
| Roman Kolinka    | Fabien   | Timmo Niesner      |
| André Marcon     | Heinz    | Stefan Gossler     |
| Édith Scob       | Yvette   | Luise Lunow        |
| Sarah Le Picard  | Chloé    | Lydia Morgenstern  |
| Solal Forte      | Johann   | Sebastian Fitzner  |

## Kritik
Alles was kommt erhielt überwiegend positive Kritiken, wobei besonders Isabelle Hupperts Schauspielleistung und die Regiearbeit von Mia Hansen-Løve hervorgehoben wurden. Die Rezensionssammlung Rotten Tomatoes listet 143 Kritiken, die zu 99 Prozent positiv ausfallen; die Durchschnittsbewertung liegt bei 8,2 von 10 Punkten.
Jan Schulz-Ojala vom Tagesspiegel betonte, dass Alles was kommt einer der Glanzpunkte der Berlinale 2016 gewesen sei: „L’Avenir ist eine eindrucksvolle Studie über die Einsamkeit und das Älterwerden.“ Auch Ekkehard Knörer von der TAZ zeigte sich begeistert: „Und so ist L’Avenir eine sehr französische, angenehm subtile und leichte Tragikomödie in gebildeten Schichten. Mit den großen Gedanken und den großen Gefühlen und den großen (ein bisschen allegorischen) Katzen dieser nicht sehr großen Welt kennt Mia Hansen-Løve sich so gut aus, wie man sich nur auskennen kann. Es ist schön, dass der Titel die Zukunft verspricht. Was das heißen kann, lässt der Film angenehm offen.“
Das Portal femundo bezeichnete den Film als sensiblen Film über das Älterwerden und lobte dessen Hauptdarstellerin: „Isabelle Huppert […] zeigt sich elegant, schlagfertig und zuweilen auch sehr bissig. Ihre Nathalie schwankt zwischen Aufbegehren und Fatalismus, zwischen intellektueller Schärfe und emotionaler Zerbrechlichkeit.“
Eine gemischte Kritik erhielt Alles was kommt von kino-zeit.de. So schrieb Joachim Kurz: „Will man es spitz formulieren, ist L’Avenir zielgruppenoptimiertes Kino für die programmkinoaffine Zuschauerschaft 50+ vorwiegend weiblichen Geschlechts. Ein erstes und durchaus reifes Alterswerk der eigentlich noch recht jungen Filmemacherin Mia Hansen-Løve – und genau das überrascht dann doch.“